# Pak Yung-sun
Pak Yung-sun (* August 1956 in Sakju-gun, Nord-P’yŏngan; † Juli 1987) war eine nordkoreanische Tischtennisspielerin. Sie gewann 1975 und 1977 die Weltmeisterschaft im Einzelwettbewerb. Außerdem wurde sie im Doppel und mit der Mannschaft Asienmeisterin.

## Karriere
Ihre größten Erfolge hatte sie in den 1970er Jahren. Bei ihrer ersten Teilnahme an einer Weltmeisterschaft 1975 in Kalkutta wurde Pak Yung-sun Weltmeisterin im Einzel, nachdem sie das Endspiel gegen die Chinesin Zhang Li gewonnen hatte. Bei der nächsten WM 1977 in Birmingham kam es zum gleichen Finale. Wieder siegte sie gegen Zhang Li und verteidigte so ihren Titel. Allerdings musste die Chinesin auf Anweisung von oben aus politischen Gründen das Endspiel absichtlich verlieren. Mit der nordkoreanischen Damenmannschaft wurde Pak Yung-sun Dritter. Danach wurde sie noch 1979 und 1981 für die Weltmeisterschaften nominiert. Hier scheiterte sie im Einzel jeweils im Viertelfinale. Mit der Mannschaft holte sie 1979 Silber und 1981 Bronze.
Bei den Asiatischen Meisterschaften (Asian Championship ATTU) gewann sie 1976 den Titel im Doppel mit Chang Ae Kim und im Teamwettbewerb. In der ITTF-Weltrangliste wurde sie von 1976 bis 1978 auf Platz eins geführt.

## Turnierergebnisse
| Verband | Veranstaltung                      | Jahr | Ort        | Land | Einzel        | Doppel        | Mixed        | Team |
| ------- | ---------------------------------- | ---- | ---------- | ---- | ------------- | ------------- | ------------ | ---- |
| PRK     | Asienmeisterschaft ATTU            | 1976 | Pjöngjang  | PRK  | Halbfinale    | Gold          |              | 1    |
| PRK     | Asienmeisterschaft ATTU            | 1974 | Yokohama   | JPN  | Viertelfinale | Viertelfinale |              |      |
| PRK     | Asienspiele                        | 1974 | Teheran    | IRI  | Viertelfinale | Halbfinale    |              |      |
| PRK     | Asienmeisterschaft ATTU (Junioren) | 1972 | Peking     | CHN  | Halbfinale    |               |              |      |
| PRK     | Weltmeisterschaft                  | 1981 | Novi Sad   | YUG  | Viertelfinale | gestrichen    | keine Teiln. | 3    |
| PRK     | Weltmeisterschaft                  | 1979 | Pjöngjang  | PRK  | Viertelfinale | keine Teiln.  | keine Teiln. | 2    |
| PRK     | Weltmeisterschaft                  | 1977 | Birmingham | GB   | Gold          | letzte 64     | keine Teiln. | 3    |
| PRK     | Weltmeisterschaft                  | 1975 | Calcutta   | IND  | Gold          | keine Teiln.  | gestrichen   |      |

## Sonstiges
Pak Yung-sun wurde in ihrer Heimat mit den Titeln "Sportlerin des Volkes" und "Held der Arbeit" geehrt.
Die Post Nordkoreas widmete ihr 1975 und 1977 aus Anlass des Gewinns der Weltmeisterschaft ein Postwertzeichen mit ihrem Bildnis. Zur Austragung der 35. Tischtennis-Weltmeisterschaft in Pyongyang 1979 wurde noch einmal ihres WM-Titels von 1977 auf einer Sondermarke gedacht.

## Anmerkung
1. ↑  Abweichende Geburtsdaten werden auf sportquick angegeben: * 22. August 1957, † 1988. Eintrag in der französischen Datenbank sportquick.com (abgerufen am 18. Oktober 2018) - Auch Zdenko Uzorinac nennt in ITTF 1926–2001 – Table Tennis legends den 22. August 1957 als Geburtsdatum.

| Personendaten    | Personendaten |
| ---------------- | --- |
| NAME             | Pak, Yung-sun |
| ALTERNATIVNAMEN  | 박영순 (koreanisch, Hangeul); 朴英順 (koreanisch, Hanja); Bak, Yeong-sun (Revidierte Romanisierung); Pak, Yŏngsun (McCune-Reischauer) |
| KURZBESCHREIBUNG | nordkoreanische Tischtennisspielerin                                                                                                  |
| GEBURTSDATUM     | August 1956 |
| GEBURTSORT       | Sakju-gun, Nord-P’yŏngan, Nordkorea                                                                                                   |
| STERBEDATUM      | Juli 1987 |